# Ura e Zogut
Die Ura e Zogut (deutsch: Zogu-Brücke) ist eine Straßenbrücke über den Fluss Mat in Nordalbanien. Benannt ist die Brücke nach Ahmet Zogu, unter dem sie in den Jahren 1926/1927 erbaut worden war. Manchmal wird sie auch nach dem Fluss oder Standort Ura e Matit oder Ura e Milotit genannt. Seit 1999 ist der monumentale Bau als Kulturdenkmal geschützt. Einerseits beeindruckt sie durch ihre Ästhetik, andererseits ist die Ura e Zogut ein frühes Beispiel großer Stahlbetonbrücken, in ihrer Art und Größe weltweit einzigartig.

## Lage und verkehrstechnische Bedeutung
Die Brücke quert den Fluss beim Ort Milot an einer Engstelle im Durchbruch des Mat durchs Skanderbeggebirge, bevor dieser in die Küstenebene Nordalbaniens austritt. Der Fluss verläuft in einem Schotterbett, das teilweise über einen Kilometer breit ist. Im Sommer und Herbst ist der Mat ein kleines Gewässer, das nach Regenfällen sowie im Winter und Frühjahr als „reissender Strom gewaltige Fluten dem nahen Meer zuführt“ (Erwin Schnitter: Schweizerische Bauzeitung, S. 30).
Der Fluss stellte das größte Hindernis auf der Verbindung zwischen Nordalbanien und den mittelalbanischen Städten Tirana und Shkodra dar. Bis zur Zeit des Ersten Weltkriegs blieb die Region zwischen Lezha und Kruja straßenlos, Karl Otten berichtete, wie er 1912 den Fluss von zwei Albanern geführt zu Fuß durchwatete. Erst die K.u.k Armee ließ im Verlaufe des Kriegs eine Straße errichten, um die Front in Südalbanien besser versorgen zu können. Eine erste Pfahljochbrücke, die ganze 1600 Meter lang war, wurde bald von den Wassermassen zerstört. Eine zweite Brücke aus Holz und Eisen war robuster, wurde aber wenige Monate später von den sich zurückziehenden österreichisch-ungarischen Truppen zerstört.
Den Bau einer Brücke über den Mat, um eine durchgehende Straßenverbindung nach Nordalbanien zu haben, hatte für den Präsidenten – und späteren selbsternannten König – Ahmet Zogu eine hohe Bedeutung. Die Zogu-Brücke war damals mit Abstand der größte Brückenbau und das größte Bauvorhaben im Land.

## Beschreibung des Baus

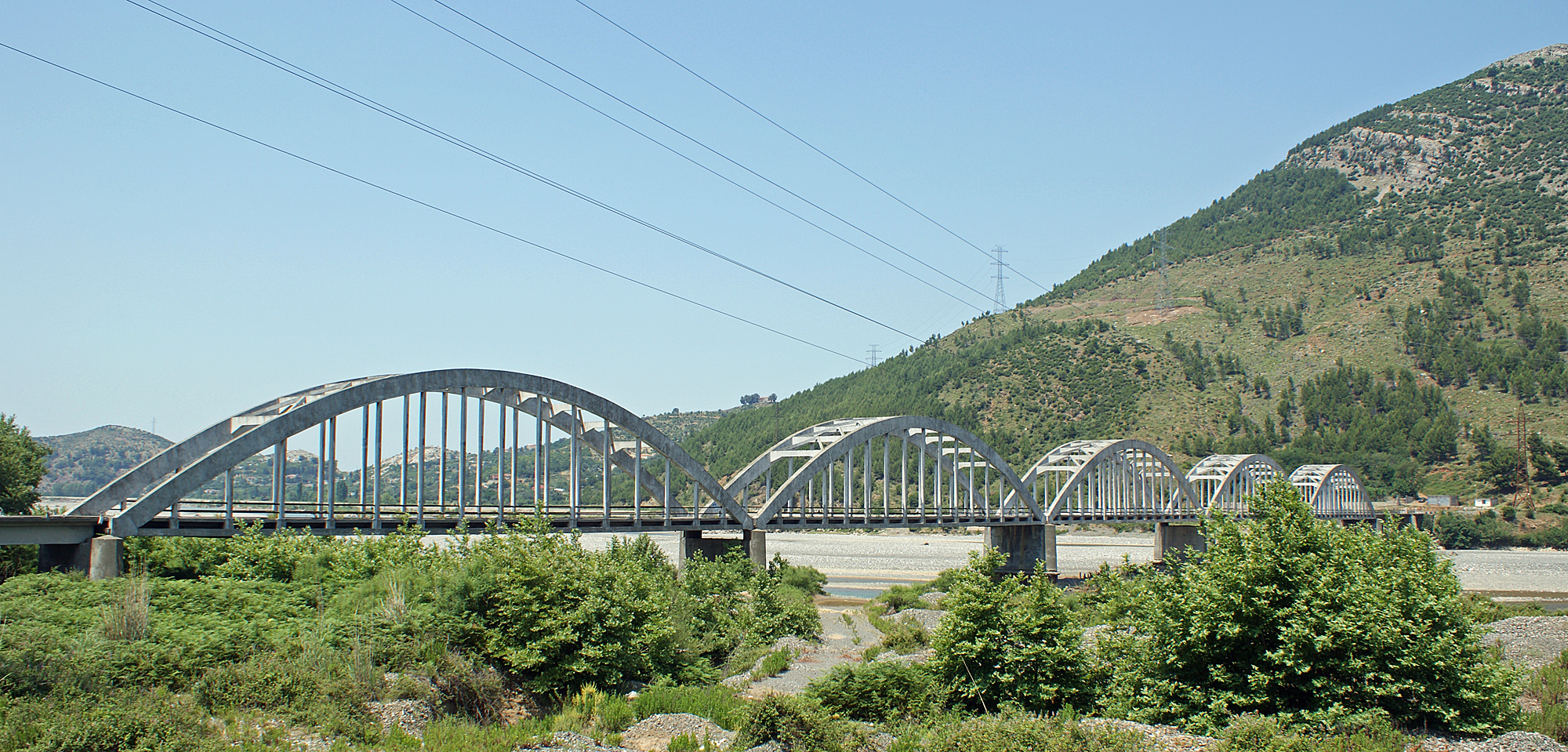
Die Brücke 2011 von Südosten – Blickrichtung flussabwärts

Die Brücke besteht eigentlich aus zwei Teilen: Das Flussbett wurde mit sechs großen Bögen gequert, von denen  noch fünf erhalten sind. Südlich davon schloss sich eine einfachere Konstruktion über eine Überschwemmungsebene an.
Aufgrund der geringen Höhe der Brücke entschied man sich für eine Bogenbrücke mit Zugband aus Stahlbeton. Ein weiterer Vorteil dieser Bauform war die geringe Bauzeit, so dass die Brücke zu großen Teilen im wasserarmen Sommer errichtet werden konnte. Die Bauweise mit Stahlbeton war ein Verfahren, das für die damalige Zeit noch immer recht jung war.
Die sechs Meter hohen Pfeiler der Bogenbrücke ruhen auf sieben Meter tief in den Kies gegrabenen Fundamenten. Die Bogen zu beiden Seiten der Fahrbahn haben eine Spannweite von je 54 Metern und sind 10,6 Meter hoch. Im Abstand von 3,2 Metern führen 15 Hänger von den Bögen herab – die hierfür gewählte Ausführung mit Stahlbeton hat sich nicht etabliert.
Die 150 Meter lange Überführung der Überschwemmungsebene im Süden ruht auf Pfeilern im Abstand von 16,6 Metern, die insgesamt neun Öffnungen bilden (eigentlich drei Plattenbalkenbrücken mit je drei Öffnungen). Zumindest ursprünglich war auch am Nordende noch ein Verbindungselement, das einen rund fünf Meter breiten Abstand zwischen Bogenbrücke und Ufer überbrückte.

## Geschichte

### Baugeschichte

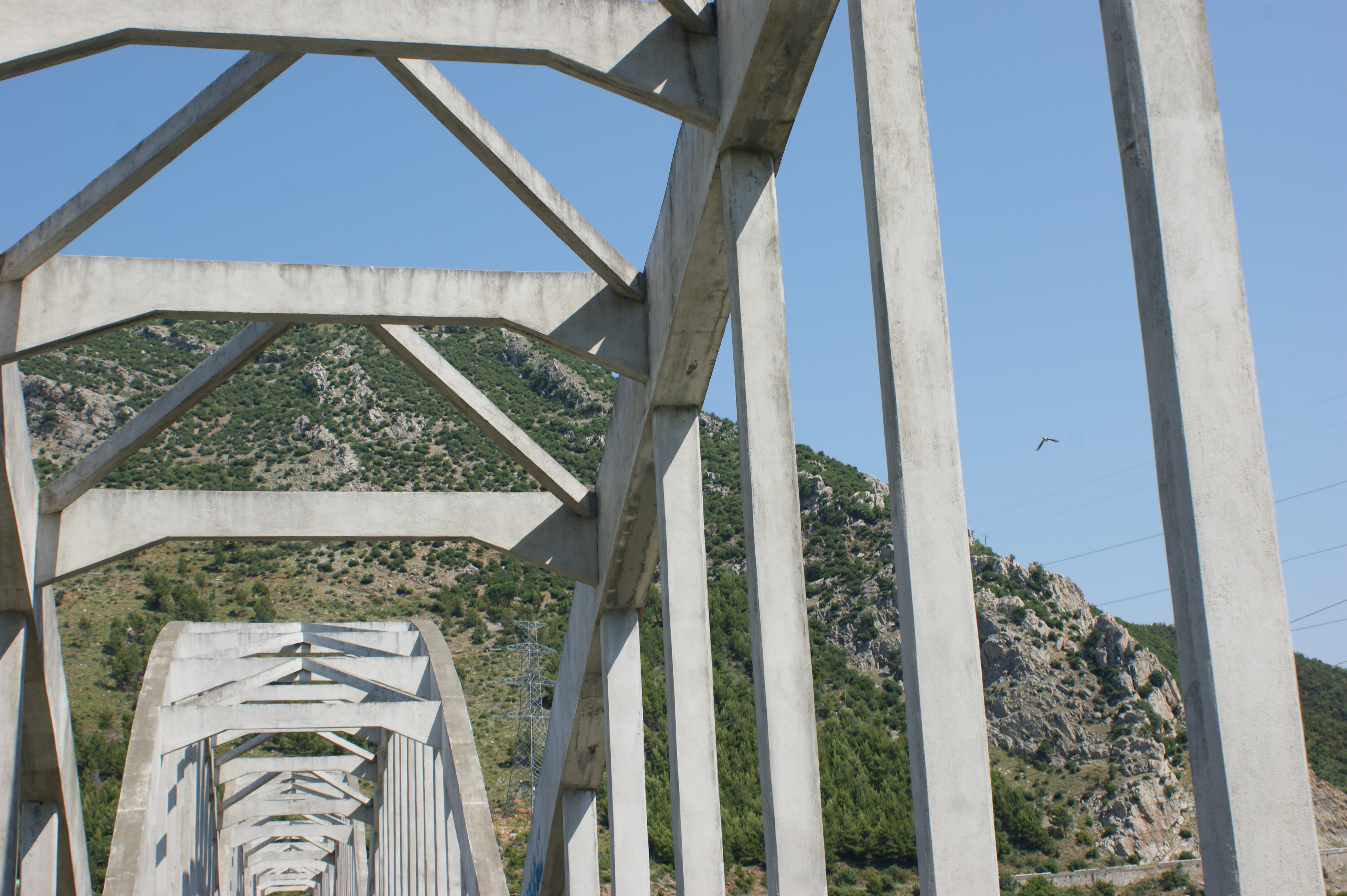
Details der Bogenkonstruktion

Der Bau fristgerecht wurde von der italienischen Firma Ing. Mazorana & Co. aus Triest geplant und ausgeführt. Mit den Arbeiten wurde Ende Mai 1926 begonnen. Ende Oktober waren die Fundamente fertiggestellt. Nach dem Bau der Pfeiler wurden die Lehrgerüste aufgerichtet. Acht Monate nach Baubeginn waren die sechs Bögen betoniert. Die Hängersäulen wurden anschließend betoniert, die Zugbänder im März und April. Auch im Frühjahr wurde die Brücke im Süden errichtet. Es wurden 2630 m³ Beton, 290 Tonnen Eisen, 870 Meter Eisenbetonpfähle und 147 Tonnen Larsseneisen verbaut. Die Kosten wurden mit 900.114 Goldfranken beziffert.
Vor Ort arbeiteten 30 italienische Fachkräfte und bis zu 110 ungelernte lokale Kräfte.
Gewisse Quellen schreiben den grundlegenden Entwurf der Brücke dem Bauingenieur Emil Mörsch zu, damals Professor an der Technischen Hochschule Stuttgart. Detailzeichnungen und statische Berechnungen, die im Zentralarchiv für Bautechnik in Tirana zu finden und mit Mai 1926 datiert sind, weisen Mörschs Unterschrift auf. Mörsch war Pionier für Brückenbau mit Stahlbeton. Seine genaue Rolle bei diesem Bau und seine Beziehung zur Baufirma Mazorana ist unklar.
Berechnet und projektiert hatte die Brücke laut anderen Quellen der Schweizer Ingenieur Gerold Schnitter (1900–1987), der 1923 ein Bauingenieurstudium an der ETH Zürich abgeschlossen hatte und seit 1925 in Triest arbeitete. Später war er Professor für Hydraulik, Wasser- und Grundbau an der ETH Zürich.
Ausführender Ingenieur vor Ort war Gerolds älterer Bruder Erwin Schnitter (1893–1980). Er hatte sein Studium als Bau- und Vermessungsingenieur an der ETH Zürich 1917 beendet und danach für die SBB an Kraftwerkprojekten gearbeitet. In den Jahren 1925 bis 1928 war er in Albanien aktiv, wo er neben der Ura e Zogut eventuell anderen Brückenprojekte und den Bau einer Mole im Hafen von Vlora leitete. Später realisierte er Hafenprojekte, Tunnels und Kraftwerke in verschiedenen Ländern Europas – darunter unter anderem die Staumauer Grande Dixence und Pläne für die nicht realisierte Tiefbahn Zürich.
Seitens albanischer Regierung überwachte der Ingenieur Gjovalin Gjadri (1899–1974) im Auftrag des Ministeriums für öffentliche Arbeiten den Bau der Brücke. Gjadri hatte 1925 an der Technischen Hochschule Wien sein Diplom als Bauingenieur erhalten und projektierte im Verlaufe seiner Karriere zahlreiche Brückenbauten in ganz Albanien.
Die Brücke wurde in einer Region errichtet, die in den 1920er Jahren noch abgelegen und schlecht erschlossen war. Sämtliches Baumaterial wurde aus Triest per Schiff zum Hafen Shëngjin transportiert. Dort wurde extra ein provisorischer Landungssteg errichtet, um die auf offenere See umgeladenen Waren zu löschen. Die 25 Kilometer lange Straße vom Hafen zum Bauplatz ließ nur geringe Transportkapazitäten zu. Über den Fluss wurde ein Kabelkran installiert, der von 30 Meter hohen Türmen aus Holz gestützt wurde. Ein Generator trieb den Kran an und versorgte die Baustelle mit Strom. Daneben standen ein Lokomobil und ein Fordson-Traktor zur Verfügung.
Die Eröffnung der Brücke fand am 26. Mai 1927 mit einem großen Festakt statt, an dem viele Politiker des Landes teilnahmen. Die Ura e Zogut war mit Abstand die größte und schönste der 21 (bedeutenderen) Brückenbauten, die in Albanien in den Jahren 1926 bis 1931 ausgeführt wurden.

### Nachträgliche Veränderungen

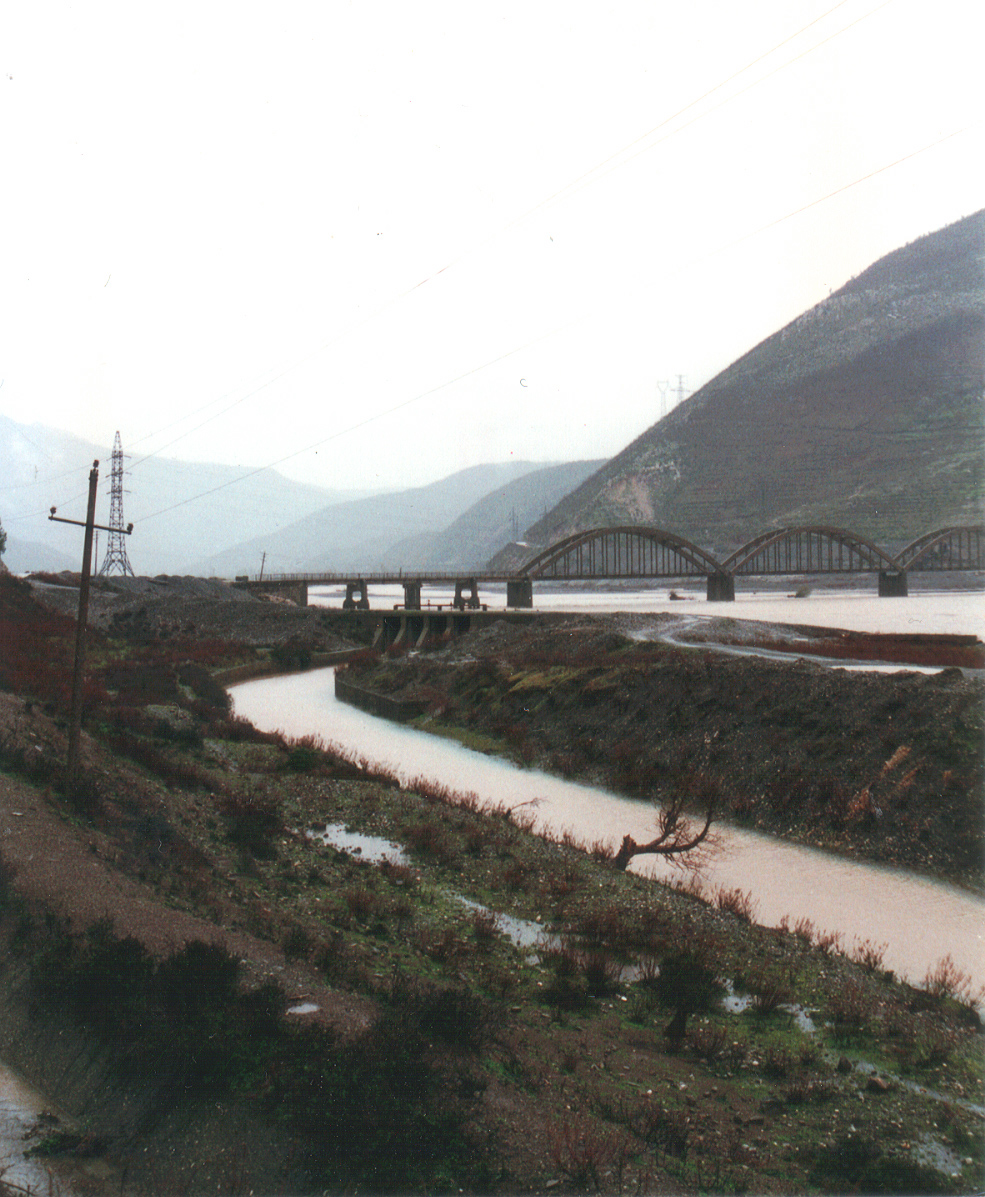
Das Nordufer 1995 mit dem provisorischen Brückenelement

Im Zweiten Weltkrieg war Albanien ab September 1943 von der Wehrmacht besetzt. Bei ihrem Rückzug im Spätherbst 1944 zerstörte sie viele Brücken und Häfen. Auch der nördlichste Bogen der Ura e Zogut wurde gesprengt. 1945 wurde dieses Brückenelement provisorisch mit einfachen Mitteln wiederhergestellt. So wurden unter anderem Elemente von Ölpipelines für provisorische Stützen verwendet. Die provisorische Lösung wurde später nie ersetzt und der gesprengte Bogen wurde nie mehr neu gebaut.
Für das neue kommunistische Regime war auch der Name mit Reverenz an den ehemaligen König nicht mehr tolerabel, weshalb sie in den kommenden 50 Jahren meist Ura e Matit genannt wurde.
Die Überschwemmungsebene am Südufer des Flusses wurde in den späten 1980er Jahren überbaut – durch den Bau von Staudämmen am Mat (Ulza-Stausee 1957, Shkopet-Stausee 1963) und Fan (unter anderem Qafë-Molla-Stausee 2017) gingen wohl die Hochwassermassen zurück, so dass dieser Bereich nicht mehr zu überschwemmen drohte. In der Überschwemmungsebene wurde ein Damm für die Bahnstrecke Milot–Rreshën aufgeschüttet, der die Pfeilerbrücke durchschnitt. Die Länge der ursprünglichen Brücke reduzierte sich hierdurch deutlich auf etwa 385 Meter.

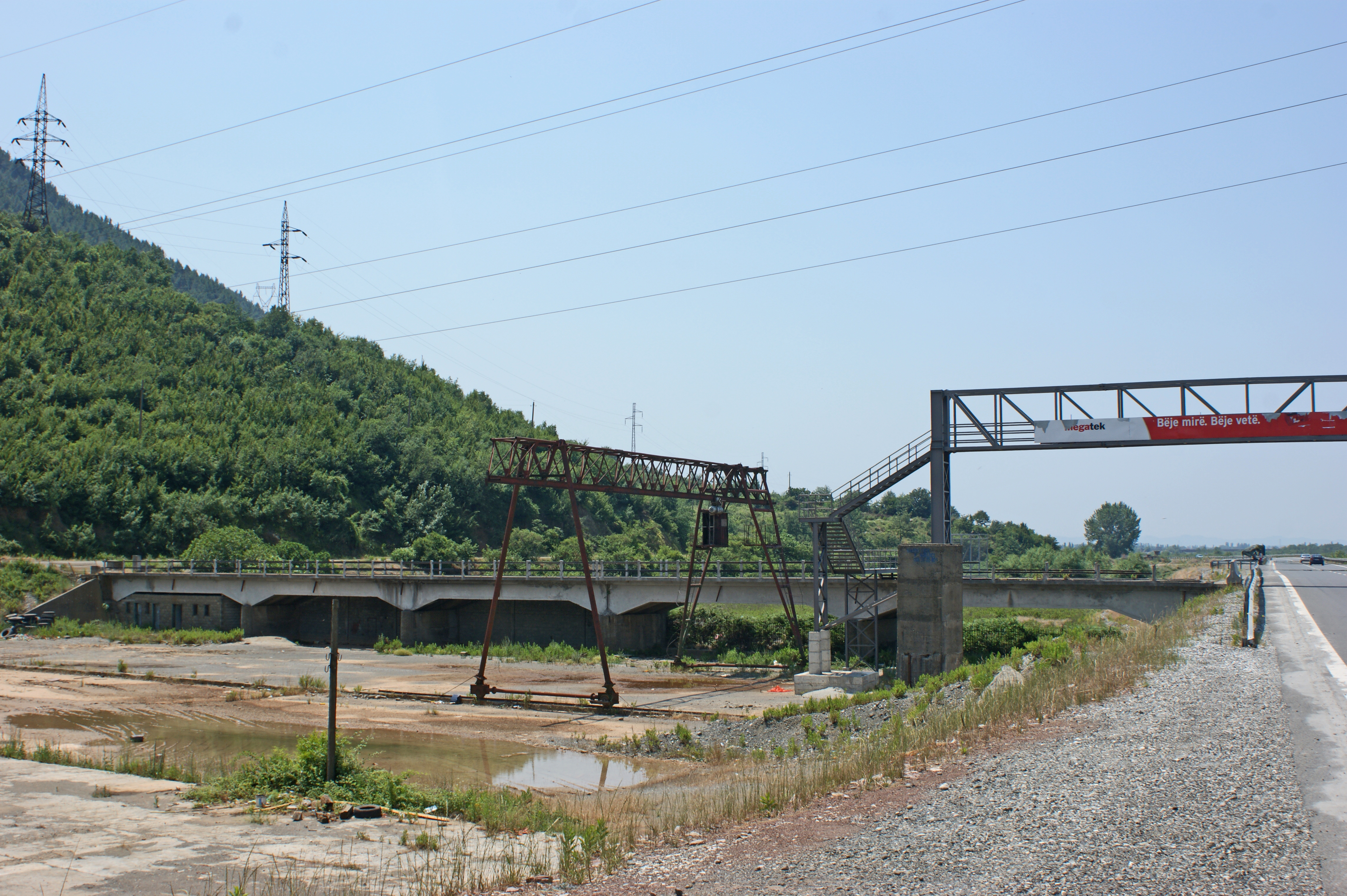
Brücke über die Überschwemmungsebene südlich der Autobahn (2011)

Rund zwanzig Jahre später wurde der Bahndamm nach Stilllegung der Eisenbahnlinie als Basis für den Bau der Autostrada A1 genutzt, die Mittelalbanien mit Kukës und Kosovo verbindet. Für Fußgänger wurde eine Überführung errichtet, damit sie die Autobahn queren können – eine Brücke von Brückenteil zu Brückenteil. Spätestens seit dem Bau der A1 war die Zufahrt auf die Ura e Zogut am Südufer nicht mehr möglich, die Brücke hier vom Straßennetz abgetrennt.
Schon seit 1978 oder 1981 hatte die Ura e Zogut aber an Bedeutung für den Verkehr verloren und war nicht mehr Teil des Nationalstraßennetzes: Mit dem Bau einer neuen Straßen- und Eisenbahnbrücke (781 Meter Länge) über den Mat zwei Kilometer flussabwärts für die Bahnstrecke Vora–Shkodra konnte der Verkehr zwischen Milot und Lezha eine deutlich kürzere Route nehmen. Auch der Bau der Autobahn verlagerte zudem den Verkehr in die Mirdita und weiter nach Nordostalbanien ans Südufer des Flusses. Weitere drei Kilometer unterhalb der Brücke von 1981 wurde zudem in den 2010er Jahren eine weitere Straßenbrücke für die neue Schnellstraße SH1 errichtet.

### Einsturzgefahr
Mit dem Eintrag als Kulturdenkmal ersten Ranges ging die Ura e Zogut ans Kulturministerium über. Es wurden nur im Jahr 2000 einige Unterhaltsarbeiten ausgeführt. Der Zustand des vernachlässigten Baus, der nur noch von Fußgängern genutzt werden konnte, verschlechterte sich deutlich. Bereits 2018 wurde auf den schlechten Zustand und auf eine Einsturzgefahr hingewiesen.

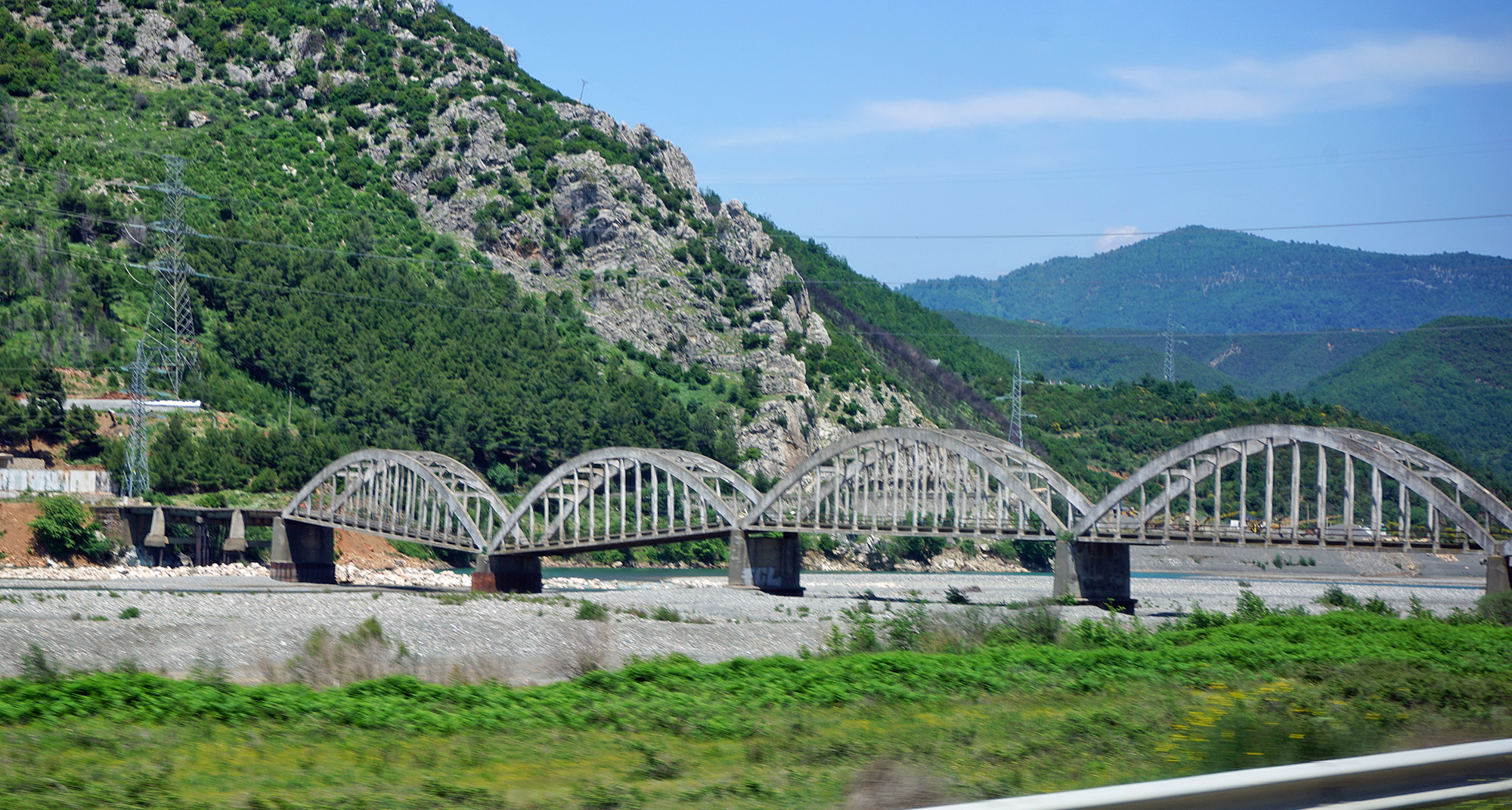
Die schwer beschädigte Brücke im Mai 2023

Aus dem Flussbett des Mat wird seit Jahren Kies gefördert. Das Material vor Ort zur Herstellung von Beton wurde schon beim Bau der Brücke als „vorzüglich“ (Erwin Schnitter: Schweiz. Bauzeitung, S. 33) bezeichnet. Obwohl der Abtrag von Kies im Bereich von anderthalb Kilometern oberhalb und unterhalb der Brücke verboten ist, waren dort Firmen noch im Frühjahr 2024 aktiv. Diese Arbeiten haben dazu geführt, dass ein Pfeiler der Brücke abgesackt ist. Auch das Erdbeben von 2019 könnte Einfluss auf die Stabilität des betroffenen Pfeilers gehabt haben. Ein Hochwasser im November 2022 hatte zu weiteren Schäden geführt, so dass der Pfeiler im Frühjahr 2023 um ganze vier Meter abgesackt war. Zwei Bögen sind deshalb stark einsturzgefährdet.
Die europäische Denkmalschutzorganisaiton Europa Nostra hatte die Ura e Zogut bereits im Frühjahr 2022 auf die Liste der sieben bedrohtesten Kulturgüter Europas gesetzt, nachdem albanische Aktivisten auf die Lage aufmerksam gemacht hatten. In einer technischen Analyse schlug sie einen dreiphasigen Rettungsplan vor: Zuerst sollte der abgesackte Pfeiler geschützt werden, damit sich die Lage nicht verschlimmert, danach sollte die Brücke wieder angehoben werden und am Schluss wären Korrosionsschäden zu beheben und der 1945 provisorisch reparierte nördlichste Teil der Brücke zu restaurieren. Der erste Schritt hätte nach Empfehlung der Experten bis Herbst 2023 durchgeführt werden sollen.
Aufgrund des Drucks nationaler und internationaler Organisationen hatte die Regierung von Edi Rama zwar Gelder für die Restaurierung freigegeben, der Beginn der Arbeiten zog sich aber hin. Diese wurden für Sommer 2024 in Aussicht gestellt. Aktivisten befürchteten aber im Frühjahr 2024, dass die Arbeiten nicht fristgerecht ausgeführt würden und die Brücke den nächsten Winter mit neuen Hochwassern möglicherweise nicht überstehen würde.
Das Wasser des Flusses wird heute hauptsächlich durch die einsturzgefährdeten nördlichen Abschnitte der Brücke geleitet, weil gleich unterhalb der Ura e Zogut am Nordufer Wasser in einen Bewässerungskanal geführt wird.
Aufgrund des Kiesabtrags ist der Wasserstand heute rund zwei Meter tiefer als vor 100 Jahren. Das Flussbett ist steiler, die Strömung schneller. Das Kiesbett im Bereich des Flusses könnte durch ein Wehr unterhalb der Brücke stabilisiert werden.